# Gwara korczańska

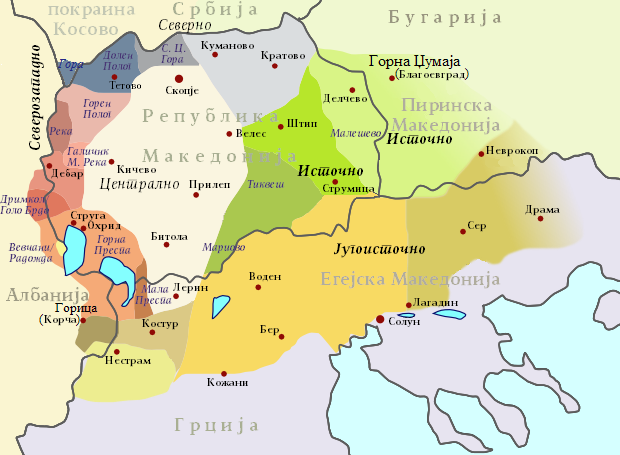
     Gwara korczańska na mapie dialektów macedońskich
Gwara korczańska (mac. горички дијалект, корчански дијалект) – gwara macedońska zaliczana do grupy archaicznych gwar południowo-zachodnich. Używana jest w dwóch izolowanych macedońskojęzycznych wsiach położonych w południowo-wschodniej Albanii, na południe od Korczy – w Boboščicy i Drenovianach (lit. mac. Бобоштица Boboštica, Дреново Drenovo).

## Cechy językowe

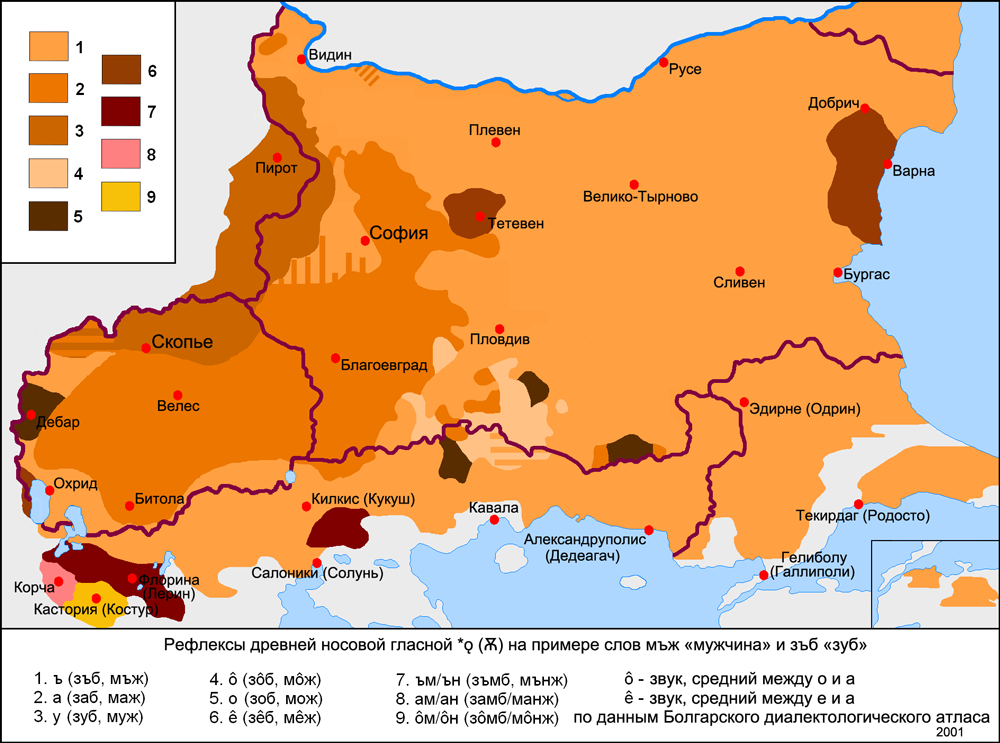
Kontynuanty prasłowiańskiej nosówki *ǫ w gwarach bułgarskich i macedońskich

Charakterystycznymi cechami fonetycznymi gwary korczańskiej są:
- akcent wyrazowy ustalony, jak w języku polskim, na przedostatniej zgłosce, np. póle, polé-to, siromási, siromasí-ti[4],
- typowe, charakterystyczne dla gwar centralnych, kontynuanty prasłowiańskich jerów, np. son, den z psł. *sъnъ, *dьnь, co odróżnia ten obszar od gwar południowomacedońskich[5],
- zachowanie prasłowiańskich samogłosek nosowych z faktycznym rezonansem nosowym, charakterystyczne dla gwar południowych oraz południowo-zachodniomacedońskich, np. damp, gamba < psł. *dǫbъ, *gǫba[6], często nawet z wtórną nosówką rozwiniętą z głoski podobnej do jeru, np. mangla < *mъ2gla < *mgla < *mьgla[7],
- brak środkowomacedońskiego przejścia *ję- > *jǫ[5],
- przejście psł. *ě (jać) w ’ä w zgłoskach akcentowanych, np. čovjä́ko, zaś w zgłoskach nieakcentowanych w e, np. čóvjek[4], co nawiązuje do gwar południowomacedońskich[5],
- prasłowiańskie *ť i *ď dały w zasadzie bezwyjątkowošč oraz ždž[8], np. kašča, choć w wielu gwarach macedońskich spotykany jest serbizm kuḱa[8],
- kontynuantem prasłowiańskiego sonantycznego *l̥ jest al, np. valk, žalt[5], podobnie *r̥ dało ar, np. varba, parsti[3],
- zanik *χ, które na końcu sylabu najczęściej dało j, np. prajci, rekoj, rekojme[3],
- grupa *čr- dała čar- lub čer-, np. čarn, čerjäšna[8],

Gwara korczańska wyróżnia się takimi cechami morfologicznymi, jak:
- partykuła futuralna ža w odróżnieniu od za w pobliskiej gwarze nestramskiej i kosturskiej oraz ḱe w gwarach centralnych[8],
- jeden rodzajnik (w odróżnieniu od trojakiego w literackim macedońskim) -o, -ta, -to[8],
- obecność form dopełniacza i celownika typu starcatogo, starcutomu, majkjätuj, w liczbie mnogiej starcitim, majkjätem[8].
- użycie końcówki -nišča w l. mn. rzeczowników rodzaju nijakiego, np. kučenišča, polenišča, morjenišča[3],
- zaimek wskazujący soj z psł. *sь[9].

## Przykładowy tekst
Przykład gwary korczańskiej z Boboščicy:

Králi Márko bjä́ bólen kljä́te. Imjä́še éna séstra. Ta sestrá-mu jo pitjä́še za nevjä́sta éden čóvek. Kaj ščo bjjä́ lénjat vo posteláta, sestrá-mu płačjä́še nat négo, sałdzáta mu panvjä́je nat ubrázo Marko Králu. I toj réče: „Ajde, ájde, ešče ne úmren jä́skaj, mi kápi kaščáta“. Sestrá-mu mu réče: „Ne kápi kaščáta, ne kápi kaščáta; kápe sałdzáta moje“. — „Zóščo?“ j’upítvi toj. — „Išči da me zémi filáno so zór, bes da gú i̯ta jä“.

Toj i véli: „Zem kóno, ódi u nałbatíno da kóvi kóno“. Go zvjä́ kóno sestrá-mu, otíde u nałbatíno: „Na, réče, soj kon da go kóviš“. — „Dóbre, ji réče nałbatíno, go kóva óko te zéma tébe nevjä́sta“. Tas čupáta go zvjä́ kóno názat nekóvan.

Otíde płačjä́ščem pri bratá-je. I réče brát-je: „Zémi sabjáta, ódi da ti jü’stóči toj ščo tóči sábje“. Jo zvjä́ sabjáta, otíde da jü’stóči. Toj ščo točjä́še i réče: „Dóbre, óko te zéma nevjä́sta, t’ü’stóčva“. Zvjä́ sabjáta názat bes da jü’stóči.

Otíde ópet pri bratá je płačeníčk’im, mu káza sve ščo’gnjanísa. Toj i réče: „Zem en víłar płátno da mi zavíješ trúpo“. Go závi vésjo trup. Vjä́ňa kóno, zvjä́ sabjáta v ráce, otíde u toj ščo točjä́še sábje, mu réče: „Djä́j mi leváta ráka“. Toj mu dáde, i mu smáňa desnáta: „Sas ráka ne i̯tjä́še d’istóči sabjáta“. Otíde u nałbatíno i tómu mu smáňa desnáta ráka, zoóščo ne i̯tjä́še da kóvi kóno.

Sétni otíde, úbi i tógva ščo i̯tjä́še da zémi sestrá-mu za nevjä́sta so zór. Otk’en bitísa svjä́, otíde dóma, g’otvárdza ot płatnóto i úmre, mu s’izronáje koskjä́te.